# Antoine de Laforest
Antoine René Charles Mathurin de Laforest, conde de La Forest (Aire-sur-la-Lys, 7 de agosto de 1756 – Villefrancœur, 2 de agosto de 1846), fue un diplomático y político francés bajo el Antiguo Régimen, el Primer Imperio y la Restauración. Fue embajador en España entre 1808 y 1813 durante el reinado de José I Bonaparte y negoció por orden de Napoleón  el Tratado de Valençay por el que Fernando VII recuperó el trono español.

## Carrera política y diplomática
Hijo de Jacques de Laforest, militar de una familia noble de Maine, no siguió la carrera de su padre y en 1774 se inscribió como alumno de Relaciones Exteriores. El 5 de noviembre de 1778, durante la Guerra de Independencia de los Estados Unidos, desempeñó diversos cargos consulares y diplomáticos ante el Congreso Continental y el gobierno de George Washington. 
A fines de 1792, durante la Revolución Francesa, los diplomáticos del Antiguo Régimen fueron llamados a Francia, pero Laforest prefirió permanecer en los Estados Unidos como un émigré. Sin embargo, Washington, dándole garantías para su seguridad, lo envió a París para una misión diplomática; fue bien recibido y, en noviembre de 1793, se le encargó un mensaje de respuesta del gobierno francés al presidente estadounidense. No volvió a Francia hasta 1795 y se mantuvo al margen de los asuntos públicos.
En 1797, Talleyrand lo convenció de que reanudara el servicio en Relaciones Exteriores. Desempeñó varios puestos diplomáticos en Baviera, Austria y Prusia y el 23 de marzo de 1808 fue nombrado embajador en España, adonde llegó en medio de la crisis sucesoria entre Carlos IV y su hijo Fernando VII. Permaneció en el cargo cuando España quedó bajo la ocupación francesa y José Bonaparte, el hermano de Napoleón, fue proclamado rey. En abril de 1813, pidió ser llamado a Francia por motivos de salud. El 13 de noviembre de 1813, Napoleón le encargó negociar en secreto con Fernando VII, prisionero en el castillo de Valençay, y ofrecerle su restitución en el trono de España a cambio de su retirada de la Sexta Coalición. El Tratado de Valençay se firmó el 11 de diciembre de 1813, declarándose el rey Fernando muy satisfecho con la conducta de Laforest.
Fue nombrado ministro de Relaciones Exteriores del 3 de abril al 13 de mayo de 1814 en el Gobierno Provisional que se formó en Francia tras la caída de Napoleón. Reemplazado en este cargo por Talleyrand, fue enviado como negociador francés para el Tratado de París firmado el 30 de mayo de 1814. Durante los Cien Días, Napoleón consideró enjuiciarlo por su papel durante la Restauración de 1814, pero fue elegido diputado a la Cámara de Representantes por el departamento de Loir-et-Cher, lo que le otorgó inmunidad parlamentaria. Ejerció su mandato del 11 de mayo al 13 de julio de 1815.
En junio de 1815, durante la segunda entrada de los aliados en París, fue uno de los comisarios encargados de negociar el armisticio. Miembro del Consejo de Estado bajo el Imperio y luego bajo la Restauración, fue nombrado par de Francia el 5 de marzo de 1819, ministro de Estado y miembro del Consejo Privado el 28 de mayo de 1825.
Murió en el Château de Freschines, comuna de Villefrancœur, el 2 de agosto de 1846.